# 施龍巴赫河
47°34′54″N 11°29′23″E / 47.58158°N 11.48960°E

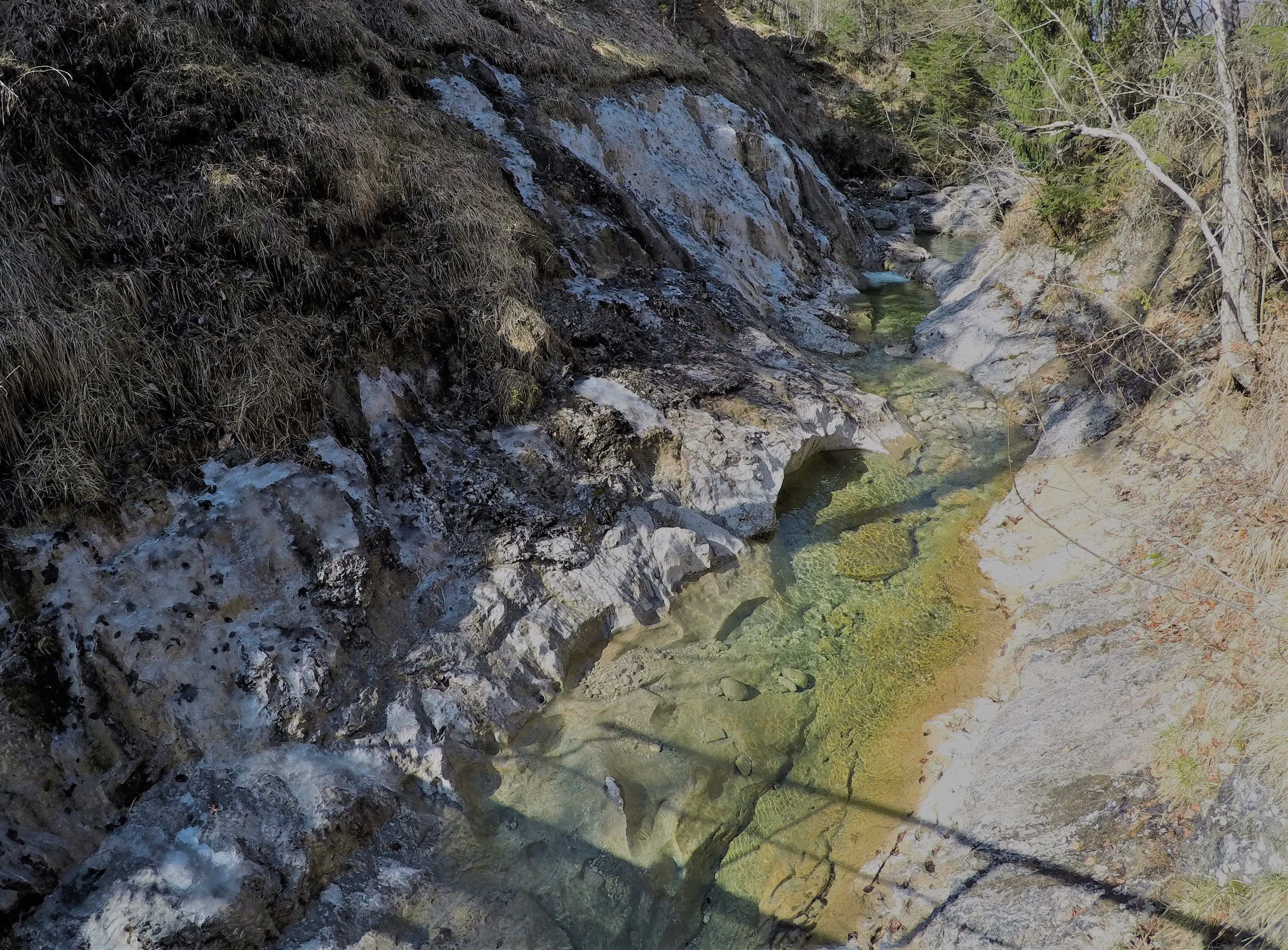

施龍巴赫河是德國的河流，位於該國東南部，由巴伐利亞負責管轄，屬於伊薩爾河的左支流，河道全長6公里，流域面積8平方公里。